# Howardevansita
La howardevansita és un mineral de la classe dels fosfats, que pertany i dona nom al grup de la howardevansita. Rep el seu nom en honor del Dr. Howard Evans Jr., del U.S. Geological Survey.

## Característiques
La howardevansita és un fosfat de fórmula química NaCuFe₂(VO₄)₃. Va ser aprovada com a espècie vàlida per l'Associació Mineralògica Internacional l'any 1987. Cristal·litza en el sistema triclínic. És una espècie estructuralment relacionada amb la grigorievita i la koksharovita.
Segons la classificació de Nickel-Strunz, la howardevansita pertany a «08.AC: Fosfats, etc. sense anions addicionals, sense H₂O, amb cations de mida mitjana i gran» juntament amb els següents minerals: al·luaudita, arseniopleïta, caryinita, ferroal·luaudita, hagendorfita, johil·lerita, maghagendorfita, nickenichita, varulita, ferrohagendorfita, bradaczekita, yazganita, groatita, bobfergusonita, ferrowyl·lieïta, qingheiïta, rosemaryita, wyl·lieïta, ferrorosemaryita, qingheiïta-(Fe2+), manitobaïta, marićita, berzeliïta, manganberzeliïta, palenzonaïta, schäferita, brianita, vitusita-(Ce), olgita, barioolgita, whitlockita, estronciowhitlockita, merrillita, tuïta, ferromerrillita, bobdownsita, chladniïta, fil·lowita, johnsomervilleïta, galileiïta, stornesita-(Y), xenofil·lita, harrisonita, kosnarita, panethita, stanfieldita, ronneburgita, tillmannsita i filatovita.

## Formació i jaciments
Es forma com a sublimat provinent dels gasos volcànics. Va ser descoberta l'any 1987 al volcà d'Izalco, al departament de Sonsonate, El Salvador, l'únic indret on ha estat trobada, on es troba associada a altres minerals com la thenardita i la wulfenita túngstica, una varietat de wulfenita que conté tungstè.